# النشيد الوطني الكتالوني
إلس سيغادورس (بالكتالونية: Els segadors) (النطق الكتالاني : [əɫs səɣəˈðo]) (تعني باللغة العربية الحاصرات) هو النشيد الوطني الرسمي لكاتالونيا، ومناطق الحكم الذاتي في إسبانيا.

## تاريخ النشيد
على الرغم من أن الأغنية الأصلية ترجع إلى التقليد الشفهي إلى عام 1640، إلا أن كلماتها الحديثة كتبت من قبل إميلي غوانيفينتس، الذي فاز في مسابقة عقدها الحزب السياسي في يونيو كاتالانيستا عام 1899. تم توحيد الموسيقى من قبل فرانسيسك أليو عام 1892. وتستند الأغنية إلى أحداث 1640 المعروفة باسم كوربوس دي سانغ (بالكتالونية: Corpus de Sang) خلال حرب الثلاثين عاما (1618-1648) بين إسبانيا، انكلترا، فرنسا والنمسا، وهو الحدث الذي بدأ الثورة الكتالانية (بالكتالونية: Guerra dels Segadors) حيث قاتل الكتالونيون ضد الدوق أوليفاريس، رئيس الوزراء فيليب الرابع ملك إسبانيا.
منذ بداية القرن العشرين أصبح النشيد واحدا من رموز الكاتالونية ورمز لكاتالونيا نفسها، مما زاد من شعبيتها خلال الجمهورية الإسبانية الثانية والحرب الأهلية.
بعد عقود استخدمت بحكم الأمر الواقع. اعتمدت الحكومة الكاتالونية «إلس سيغادورس» النشيد الوطني لكاتالونيا في 25 فبراير 1993، بموجب قانون برلمانها. وقد صدرت الرواية الرسمية في عام 1994. ويؤكد النظام الجديد للاستقلال الذاتي في كاتالونيا لعام 2006 هذا القرار بموجب المادة 8.4 منه.

## كلمات النشيد
إلس سيغادورس (بالكتلانية)
Catalunya triomfant,
tornarà a ser rica i plena.
Endarrera aquesta gent
tan ufana i tan superba.
Tornada:
Bon cop de falç!
Bon cop de falç, defensors de la terra!
Bon cop de falç!
Ara és hora, segadors.
Ara és hora d'estar alerta.
Per quan vingui un altre juny,
esmolem ben bé les eines.
Tornada
Que tremoli l'enemic,
en veient la nostra ensenya.
Com fem caure espigues d'or,
quan convé seguem cadenes.
Tornada

## وصلات خارجية
- نشيد كاتالونيا: الرموز الوطنية